# Loch Lic-àird
Loch Lic-àird is een loch op Isle of Skye in Schotland. Het loch wordt gevoed door de Arnaval. Via Loch Lic-àird stroomt het water naar Fiskavaig Burn. Het meer ligt 200 meter boven zeeniveau.